# Тополница (река у Бугарској)
Тополница је река у јужној Бугарској – налази се у Софијској области (општине Копривштица, Антон, Пирдоп, Златица, Чавдар и Ихтиман) и у Пазарџичкој области (општине Панагјуриште, Лесичово и Пазарџик) – и лева је притока реке Марице. Њена дужина износи 154,8 km, што је сврстава на 14. место међу рекама Бугарске. У сливу реке Марице, река Тополница је четврта по дужини, након Тунџе, Арде и Ергене.

## Географија
Река Тополница извире на надморској висини од 1413 m, у близини источних падина врха Бич (1449 m) у планинском масиву Средња гора. Првих 12 km тече ка истоку, кроз дубоку шумовиту долину. Након тога скреће ка северу, пролази кроз Копривштичку котлину и улази у још једну дубоку долину. Код железничке станице Копривштица река скреће ка запад-југозападу и улази у Златишко-Пирдопску котлину, где тече јужним делом котлине. Код села Петрич скреће ка југу и наставља кроз дубоку долину која раздваја два главна дела Средње горе — Ихтиманску Средњу гору на западу и Суштинску Средњу гору на истоку.
Низводно од бране акумулационог језера „Тополница“, река скреће ка југоистоку. Код села Калугерово Тополница улази у Горњотракијску низију, где је корито реке регулисано заштитним насипима. Улива се у реку Марицу на надморској висини од 205 m, око један километар западно од града Пазарџика.

### Слив и притоке
Њен слив покрива територију од 1789 km², што чини 3,4% укупног слива реке Марице. Граничи се са сливовима река Искар на северу и северозападу, Вит на северу, Стрјама на североистоку и Луда Јана на истоку. Главне притоке су Медецка река, Беререјска, Златишка, Буношка, Мативир и Павел.
Тополница има претежно кишно-снежно напајање, са високим водостајем у периоду од марта до јуна и ниским водостајем од августа до октобра. Просечан годишњи проток износи 3,75 m³/s на ушћу њене притоке Медецке реке, док је код села Лесичово 10 m³/s.

## Привреда
Дуж тока Тополнице налази се 11 насеља, укључујући град Копривштицу. Воде реке се користе за наводњавање у Златишко-Пирдопској котлини и Горњотракијској низији, преко акумулационих језера Душанци, Жеков Вир и Тополница. Језеро Тополница омогућава наводњавање око 350 km² обрадиве земље и има малу хидроелектрану снаге 9 MW.